# كيمن أسود
الكيمن الأسود هو أكبر حيوان مفترس في النظام البيئي لمنطقة الأمازون، حيث يتغذى على مجموعة متنوعة من الأسماك والزواحف والطيور والثدييات. يتميز هذا الحيوان بجلد غامق اللون. الذي يساعده على التمويه أثناء عمليات الصيد الليلية، كما يمكن أن يساعده أيضًا على امتصاص الحرارة (انظر التنظيم الحراري). يتمتع الكمين الأسود بفك سفلي يتميز بوجود طوقا رمادي اللون (بني في الحيوانات الأكبر سنا)، وشريط أصفر أو أبيض شاحب موجودان على جانبي الجسم.